# Jack Thorne
Jack Thorne, född 6 december 1978 i Bristol, är en brittisk manusförfattare och dramatiker. Thorne har skrivit manus till några avsnitt av Skins, Glue, miniserien This is England och pjäsen Harry Potter och det fördömda barnet.